# Martin Beer (Fußballspieler)
Martin Beer (* 13. November 1966) ist ein ehemaliger deutscher Fußballspieler.
Beer war in der Saison 1986/1987 Teil des Kaders beim Karlsruher SC und kam in der ersten Amateurmannschaft, aber auch bei den Profis in acht Zweitligaspielen (meist allerdings nur mit wenigen Minuten Spielzeit) sowie einem Pokalspiel zum Einsatz. Begonnen hatte der Abwehrspieler beim SV March, bevor er 1981 zum damaligen Bundesligisten wechselte und den er nach einer Profisaison 1987 in Richtung VfB Gaggenau, der in der Oberliga spielte, wieder verließ. Spätere Stationen waren der Karlsruher FV und ab 1994 die FVgg Weingarten.